# Angelo Campanella
Pour les articles homonymes, voir Campanella.
Angelo Campanella, né le 7 février 1746 à Rome, et mort le 13 janvier 1811 dans la même ville, est un peintre et graveur italien.

## Biographie
Angelo Campanella est né le 7 février 1746 à Rome. Il est élève de Giovanni Volpato. Il grave quelques planches pour la Schola Italica picturae de Gavin Hamilton, publiée en 1772, qui rassemble des gravures reproduisant les tableaux de grands peintres italiens . Il reproduit aussi les statues des apôtres, qui sont dans l'église de Saint-Jean de Latran. Il grave d'après plusieurs maîtres, notamment d'après Raphaël.
Il meurt le 13 janvier 1811 dans sa ville natale.

## Œuvres

### Peinture
- Le Chœur au couvent des capucins à Rome, musée de Königsberg[2].

### Estampes
- Le massacre des Innocents, d'après Raphaël[2].
- Les Pèlerins d'Emmaüs, d'après Raphaël[2][3].
- La Pentecôte [2].
- La Madeleine aux pieds de Jésus en jardinier (Noli me tangere) [2].
- Sainte Véronique, d'après Andrea Sacchi, 1771.
- Portrait du cardinal Ignazio Gaetano Boncompagni-Ludovisi, en frontispice du tome VI du traité de botanique Hortus Romanus, publié à Rome de 1772 à 1793.

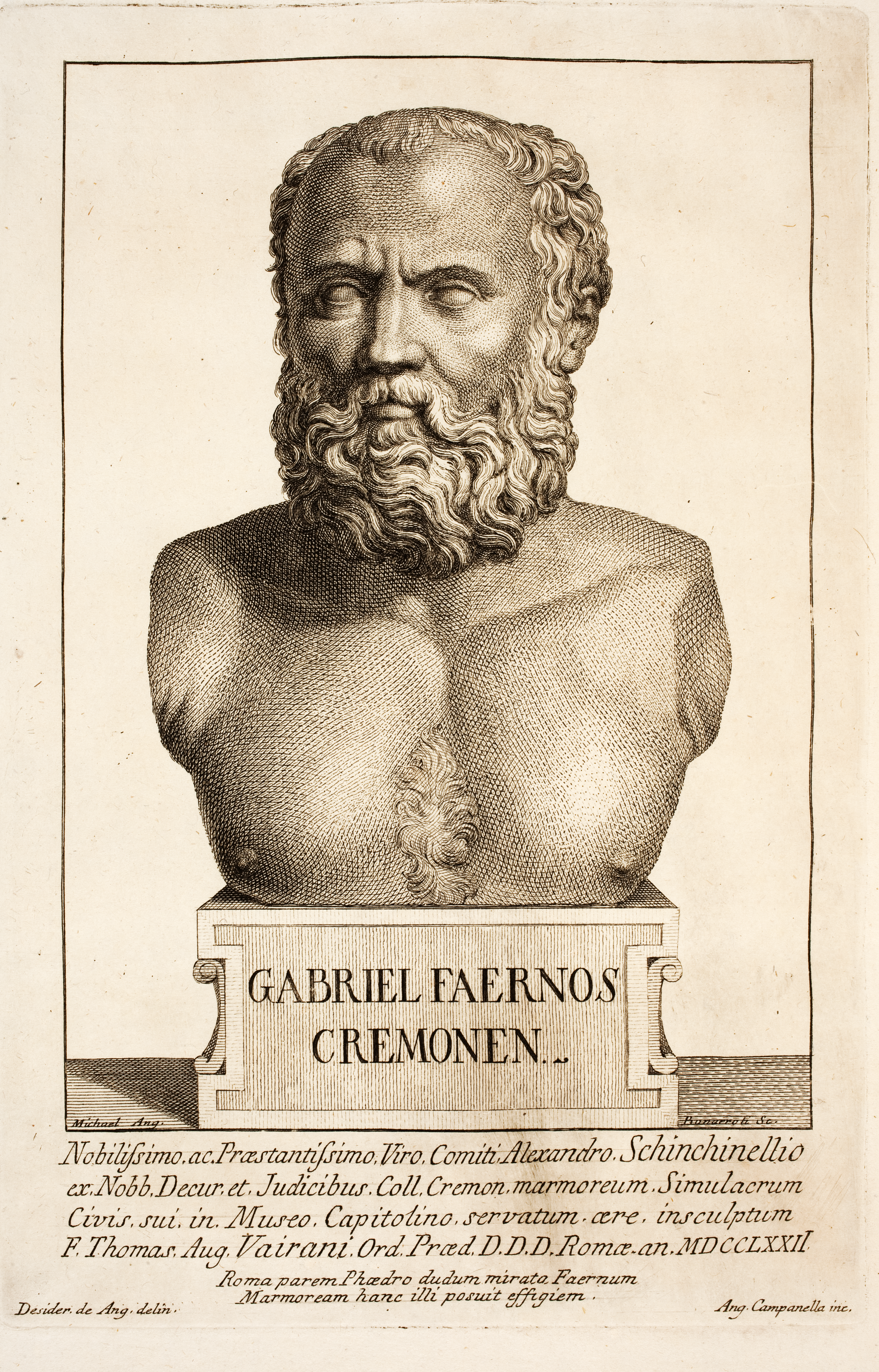
Gabriele Faerno en buste, 1778
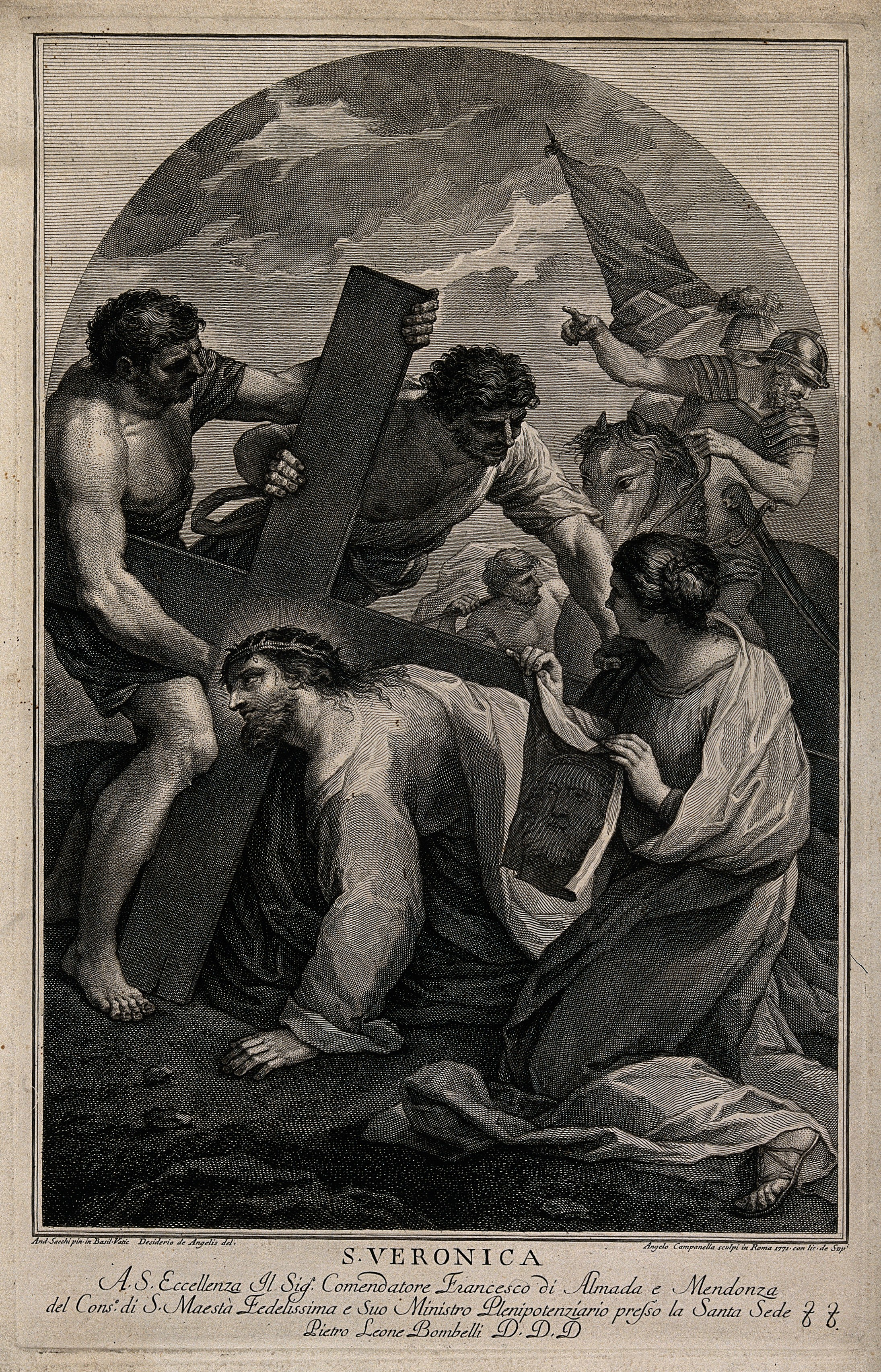
Sainte Véronique d'après Andrea Sacchi, 1771
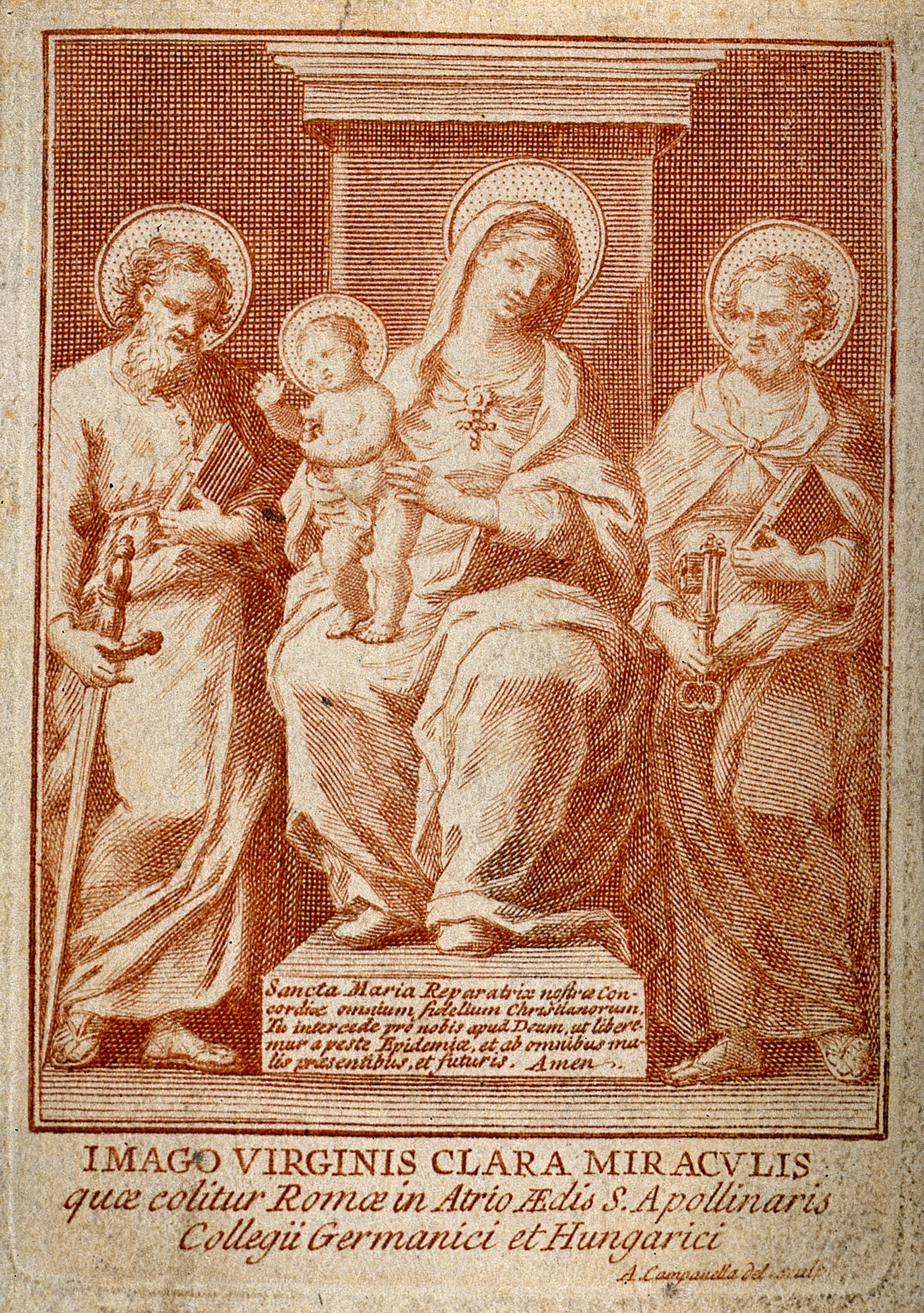
Vierge à l'Enfant avec saint Pierre et saint Paul, d'après une œuvre du Collegium Germanicum et Hungaricum de Rome
Assomption de la Vierge